# دوزن تيكال
دوزين تيكال (ولدت في 2 سبتمبر 1978) هي مؤلفة ألمانية، وصحفية تلفزيونية، وصانعة أفلام، ومراسلة حربية، وعالمة علوم سياسية، ورائدة أعمال اجتماعية من أصل كردي. هي يزيدية.

## النشأة والتعليم
جاء والدا تيكال إلى ألمانيا في السبعينيات كمهاجرين من جنوب شرق تركيا. في وطنهم، تعرضوا للاضطهاد كـأكراد وجزء من الطائفة الدينية اليزيدية. في ألمانيا، عمل والدها كعامل تبليط وكانت والدتها ربة منزل. هي واحدة من أحد عشر شقيقًا وشقيقة.
ولدت تيكال في هانوفر. في عام 1998 تخرجت من المدرسة الثانوية وفي عام 2002 بدأت دراسة العلوم السياسية واللغة الألمانية وآدابها في جامعة لايبنتس في هانوفر، وتخرجت عام 2007. في رسالة الماجستير، التي أكملتها بمرتبة الشرف، كتبت عن اليزيديين الأكراد في الشتات والظروف الاجتماعية والسياسية لاندماجهم، وكذلك عن سياسة الاندماج في أوروبا.

## المسيرة المهنية

### المسيرة المهنية في الصحافة
بعد دراستها، عملت تيكال كمتدربة في المؤسسة الألمانية للشرق في هامبورغ وبدأت مسيرتها المهنية كصحفية تلفزيونية في آر تي إل. عملت هناك كمحررة ومراسلة لبرامج مختلفة مثل شبيغل تي في، و ستيرن تي في و إكسترا – مجلة آر تي إل. في عام 2010، حصلت على جائزة الفيلم البافاري عن تقريرها "الخوف من الجيران الجدد" (Angst vor den neuen Nachbarn) مع مدير تحرير إكسترا جان راسموس.
منذ عام 2014، عملت تيكال كصحفية مستقلة وصانعة أفلام ومراسلة حربية ومؤلفة. كتبت كتابين نشرتهما دار نشر برلين، وصلا إلى المرتبة 16 و 17 في قائمة الكتب الورقية الأكثر مبيعًا في شبيغل، وساهمت في منشورات أخرى كمؤلفة ضيفة. تتناول بشكل أساسي موضوعات الهجرة والاندماج والهوية.
لإنتاج الفيلم الوثائقي "هاوار – رحلتي إلى الإبادة الجماعية" (Háwar – Meine Reise in den Genozid)، سافرت تيكال إلى العراق عام 2014. يركز الفيلم على الدمار الذي سببه داعش وإبادة اليزيديين ضد اليزيديين الذين يعيشون في شمال العراق، وخاصة العنف ضد النساء. عُرض الفيلم لأول مرة في مهرجان هوف السينمائي الدولي التاسع والأربعين عام 2015. عُرض الفيلم الوثائقي في البوندستاغ الألماني، وفي البرلمان الأوروبي وفي عرض في مقر الأمم المتحدة في مدينة نيويورك عام 2017، كجزء من حدث نظمه مكتب الممثل الخاص للأمانة العامة المعني بالعنف الجنسي في حالات النزاع في الأمم المتحدة، والبعثة الدائمة لألمانيا لدى الأمم المتحدة، والبعثة الدائمة للعراق لدى الأمم المتحدة.
عرض فيلم تيكال الثاني، "جيان – ضحايا داعش المنسيون" (Jiyan – Die vergessenen Opfer des IS)، لأول مرة في يناير 2020 في سينما إنترناشونال في برلين وبُث لأول مرة على تلفزيون آر بي بي في ديسمبر من ذلك العام. في الفيلم الوثائقي، ترافق تيكال نجلاء ماتو، وهي امرأة يزيدية حُررت من أسر داعش، والتي تعود إلى شمال العراق لغرض التصالح مع جرائم داعش ضد شعبها ومقاضاة مرتكبيها. إحدى النقاط المركزية في الفيلم، بالإضافة إلى تقييم الدمار الذي لحق بالأرواح والمصائر والثقافة، هي نداء لحقوق الإنسان وتذكير بمسؤولية المجتمع الدولي، فضلاً عن المطالبة بمحاسبة مرتكبي جرائم داعش وتقديمهم إلى محكمة جنائية.
تنشط تيكال أيضًا كمقدمة برامج، على سبيل المثال في نشر دراسة "المحظور والتسامح" (Taboo & Tolerance) من قبل وزارة الدفاع الفيدرالية الألمانية. علاوة على ذلك، تقدم العديد من البودكاست، مثل سلسلة "منسي: جرائم قتل النساء في خواريز" (Vergessen: Die Frauenmorde von Juárez) مع ليلى ينيس أو بودكاست مؤسسات الاتحاد الألماني لكرة القدم، "أكثر من مجرد لعبة" (Mehr als ein Spiel)، حيث تتحدث إلى وعن الأشخاص الذين يستخدمون كرة القدم كوسيلة للمشاركة الاجتماعية والمجتمعية والثقافية.
تستمر تيكال في العمل كعضو فخري في مجلس إدارة مؤسسة كونراد أديناور.

### المسيرة السياسية
في انتخابات ولاية 2016، كانت تيكال جزءًا من حكومة الظل لمرشحة الاتحاد الديمقراطي المسيحي يوليا كلوكنر في راينلاند بالاتينات. في العام التالي، كانت جزءًا من حكومة الظل لبيرند ألتهوسمان لانتخابات ولاية ساكسونيا السفلى. بعد الانتخابات الوطنية في نفس العام، اعتبرت على نطاق واسع مرشحة لتصبح مفوضة الحكومة الفيدرالية للهجرة واللاجئين والاندماج في حكومة ميركل الرابعة للمستشارة مستشارة أنغيلا ميركل، ولكن المنصب ذهب في النهاية إلى أنيت فيدمان ماوتس.
في عام 2019، عُينت تيكال من قبل وزير التعاون الاقتصادي والتنمية الفيدرالي جيرد مولر في لجنة أسباب الهجرة، برئاسة مشتركة من بربل ديكمان وجيردا هاسلفيلت.
في يونيو 2021، أدلت تيكال بشهادتها كخبيرة في جلسة استماع عامة للجنة البوندستاغ للجنة حقوق الإنسان والمساعدات الإنسانية حول وضع حقوق الإنسان في تركيا.
تشمل مواقف تيكال السياسية ألمانيا تعددية قائمة على النظام الأساسي الديمقراطي الحر، الذي يتصدى لتطرف، وخاصة الإسلاموية واليمين المتطرف. علاوة على ذلك، تؤيد أيضًا حصة للنساء في الشركات.
كانت تيكال جزءًا من رحلات وفود مع وزراء مختلفين إلى العراق، بما في ذلك مع وزير التنمية جيرد مولر (2018)، وزيرة الدفاع أنغريت كرامب كارينباور (2019) ووزيرة الخارجية أنالينا بيربوك (2023).

## العمل الخيري

### هَوار.هلب
بالتعاون مع شقيقتها، لاعبة كرة القدم المحترفة السابقة توبا تيكال، أسست تيكال الجمعية غير الربحية للمساعدات الإنسانية هَوار.هلب وهي رئيسة مجلس إدارتها. تدير الجمعية العديد من المشاريع التي تركز على تمكين المرأة وحقوق المرأة. مشروع سكورينغ غيرلز (Scoring Girls)، الذي بدأته شقيقتها توبا، ينظم تدريبات كرة قدم للفتيات من الأسر المهاجرة والمحرومة. راعية المشروع هي الصحفية ومقدمة البرامج التلفزيونية آن ويل. في عام 2021، أصبحت أنالينا بربوك راعية لمشروع العودة إلى الحياة (Back to Life).

### مبادرة الحلم الألماني التعليمية
في عام 2019، أسست تيكال مبادرة الحلم الألماني (GermanDream) التعليمية، التي تنظم حوارات حول القيم في المدارس الألمانية. الهدف هو تعليم الشباب قيم الحرية وتقرير المصير ومنع التطرف، وخاصة الإسلاموية واليمين المتطرف. بالإضافة إلى ذلك، أطلقت تيكال هاشتاغ #GermanDream على منصة التواصل الاجتماعي تويتر، حيث يمكن للأشخاص ذوي الخلفية المهاجرة مشاركة قصص حياتهم ونجاحهم كحافز للمهاجرين الآخرين.

## الأعمال (مختارة)

### المنشورات
- 2020: #GermanDream: كيف نصنع ألمانيا أفضل، دار نشر برلين، برلين، (ردمك 978-3827014207)
- 2016: ألمانيا مهددة: لماذا يجب أن ندافع عن قيمنا الآن، دار نشر برلين، برلين، (ردمك 9783827013286)

#### كمساهمة
- 2021: جمهورية المستقبل – 80 مفكرًا مستقبليًا يقفزون إلى عام 2030، دار نشر كامبوس، فرانكفورت، (ردمك 9783593513867)
- 2021: الآباء والبنات (بيتينا فليتنر)، دار نشر إليزابيث ساندمان، ميونخ، (ردمك 9783945543832)
- 2020: التسامح – هل يمكننا فعله؟، أسفا-ووسين أسيراتي/أنيت فريزه (محرران)، دار نشر أديو، آسلار، (ردمك 9783863342708)
- 2019: الإسلام السياسي لا ينتمي إلى ألمانيا: كيف ندافع عن مجتمعنا الحر، كارستن لينيمان/وينفريد بوسباك (محرران)، دار نشر هيردر، فرايبورغ، (ردمك 9783451383519)
- 2018: بدون عائلة لا يمكن بناء دولة: حان وقت إعادة التفكير، كارل هاينز ب. فان لير (محرر)، دار نشر هيردر، فرايبورغ، (ردمك 9783451382826)
- 2016: العنف (سلسلة كتب فلنسبورغر هيفته)، (ردمك 9783945916100)

### الأفلام الوثائقية
- 2020: جيان – ضحايا داعش المنسيون، 90 دقيقة، العرض الأول في 21 يناير 2020، في برلين
- 2015: هاوار – رحلتي إلى الإبادة الجماعية، العرض الأول في 25 نوفمبر 2015، في مهرجان هوف السينمائي الدولي التاسع والأربعين

## الجوائز (مختارة)
- 2021: صليب وسام استحقاق جمهورية ألمانيا الاتحادية
- 2021: جائزة إنجيجمنت-بلوم[37]
- 2021: المرأة الأكثر تأثيراً لهذا العام، جائزة من إمباكت أوف دايفرسيتي[38]
- 2020/2021: سفيرة BfDT للديمقراطية والتسامح من التحالف من أجل الديمقراطية والتسامح[39]
- 2020: جائزة فيلهلم فيرنيكه من مؤسسة هرتا برلين لمشروع سكورينغ غيرلز[40]
- 2020: جائزة يوليوس هيرش، جائزة من الاتحاد الألماني لكرة القدم لـ HÁWAR.help[41]
- 2020: جائزة التنوع الألمانية في فئة العرق، جائزة من BeyondGenderAgenda[42]
- 2020: جائزة هي للتأثير الاجتماعي، ثقافة[43]
- 2019: ميدالية روبرت نوديك للشجاعة والإنسانية[44]
- 2019 (HAWAR.help e.V.): جائزة CIVIS SPECIAL الإعلامية الأوروبية: كرة القدم والاندماج لفيديو Scoring Girls[45]
- 2018: جائزة حقوق الإنسان من مؤسسة إنغريد تسو سولمز[46]
- 2018 (مع ريناته ماتاي): امرأة العام المتمردة من مؤسسة النساء المتمردات[10]
- 2018 (مع جان إلهان كيزيلهان): جائزة السلام والاندماج من الجالية الكردية في ألمانيا[47]
- 2018: امرأة أوروبا من الحركة الأوروبية ألمانيا[22]
- 2017: (مع جان إلهان كيزيلهان): جائزة الديمقراطية/جائزة رامير للشجاعة في الدفاع عن الديمقراطية من اللجنة اليهودية الأمريكية[48]
- 2013: (مع مارلين ألبر، كريستوفر غراس ورالف هيرمان): جائزة BNK الإعلامية من الجمعية الاتحادية لأطباء القلب المتخصصين عن برنامج Extra: Das Herzschlagfinale[49]
- 2010: (مع جان راسموس): جائزة التلفزيون البافاري عن برنامج Extra: الخوف من الجيران الجدد[8]

## روابط خارجية
- الموقع الرسمي
- hawar.help g.e.V.
- دوزن تيكال في قاعدة بيانات الأفلام على الإنترنت